# The black Beatle
|  | Denne artikel er oprettet af botten PalnaBot ud fra en ekstern database. Den kan derfor have sproglige fejl eller mangler. Denne skabelon kan fjernes efter kontrol af indholdet. |

The black Beatle er en film instrueret af Jeanette Schou.

## Handling
Jeanette Schou begyndte at arbejde med video i firserne. Som medlem af kunstnersammenslutningen Trekanten har hun arbejdet intensivt med scratchvideo, hvor found footage anvendes som en collageagtig kommentar til nutidens verdensbillede. »The Black Beatle« er mere karakteristisk for hendes nyere arbejder, der i højere grad benytter dokumentarisk materiale til kunstnerens visuelle tolkninger af tid og rum.